# Myriophyllum tuberculatum
Myriophyllum tuberculatum là một loài thực vật có hoa trong họ Haloragaceae. Loài này được Roxb. miêu tả khoa học đầu tiên năm 1820.